# جان دیفن‌بیکر
جان دیفن‌بیکر (انگلیسی: John Diefenbaker؛ زاده ۱۸ سپتامبر ۱۸۹۵ – درگذشته ۱۶ اوت ۱۹۷۹) یک سیاست‌مدار اهل کانادا بود.